# Australasia en los Juegos Olímpicos de Estocolmo 1912
Australasia estuvo representada en los Juegos Olímpicos de Estocolmo 1912 por un total de 25 deportistas que compitieron en 4 deportes.  
El portador de la bandera en la ceremonia de apertura fue el nadador Malcolm Champion.

## Medallistas
El equipo olímpico de Australasia obtuvo las siguientes medallas:
| Nombre                                                       | Deporte  | Competición           |
| ------------------------------------------------------------ | -------- | --------------------- |
| Oro                                                          |          |                       |
| Sarah Durack                                                 | Natación | 100 m libre F         |
| Leslie Boardman Malcolm Champion Cecil Healy Harold Hardwick | Natación | 4 × 200 m libre M     |
| Plata                                                        |          |                       |
| Cecil Healy                                                  | Natación | 100 m libre M         |
| Wilhelmina Wylie                                             | Natación | 100 m libre F         |
| Bronce                                                       |          |                       |
| Harold Hardwick                                              | Natación | 400 m libre M         |
| Harold Hardwick                                              | Natación | 1500 m libre M        |
| Anthony Wilding                                              | Tenis    | Individual en salón M |